# 4145-ös busz
A 4145-ös jelzésű autóbuszvonal Ózd és Putnok (Ózd – Sajónémeti – Putnok) között húzódó helyközi vonal, amelyet a Volánbusz Zrt. üzemeltet.

## Útvonala
Ózd autóbusz-állomásról indul. A 25-ös főúton indul el Bánréve irányába, egyaránt Ózd vasútállomást és Ózd alsó vasútállomást is érinti. majd Center határában halad. Sajónémetibe szinte az összes járat betér, melyet a szlovák határral határos Sajópüspöki követ, aztán a Sajó völgyi Bánréve jön. A 26-os főútba csatlakozik, a héti elágazásban a falvat egyetlen egyszer kiszolgálja ellentétes irányból. Első városába és egyben a vonal végállomására, Putnokra érkezik, azonban csak Fő térig közlekedő indítás van.
Ellentétes irányban útvonala változatlan.

## Közlekedése
Indításszáma alacsony, a nap folyamán mindössze kiegészítő járati jelleggel jár oda-vissza, számos távolsági és helyközi vonal szolgálja ki a kettő járásközpontot. Autóbuszos csatlakozást biztosít Ózd autóbusz-állomáson Budapest felé/felől (1031-es busz).
| Viszonylat                         | Indításszám     | Közlekedési rend          |
| ---------------------------------- | --------------- | ------------------------- |
| Ózd, aut. áll. – Sajónémeti, posta | 1 pár           | munkaszüneti napokon      |
| Ózd, aut. áll. – Putnok, Fő tér    | 1 oda, 3 vissza | tanítási napokon          |
| Ózd, aut. áll. – Putnok, Fő tér    | 1 pár           | tanszünetben munkanapokon |

## Megállóhelyei
| 0                                           | Ózd, autóbusz-állomás végállomás       | 0.0 km  | 1, 2, 2A, 3, 4, 6, 7, 8, 12, 20A, 23, 26, 46, 47, 68, 74, 76, 78 1031, 1034, 1051, 1369, 1384, 1411 3410, 3770, 3773, 4101, 4102, 4104, 4140, 4147, 4148, 4150, 4151, 4153, 4155, 4157, 4158, 4160, 4161, 4180, 4185, 4186 |
| 1                                           | Ózd, vasútállomás                      | 1.2 km  | 4, 7, 8, 12, 46, 47, 68, 74, 76, 78 1369, 1384, 1410, 1411 3770, 3773, 4104, 4140 személyvonat – Ózd [92.] |
| 2                                           | Ózd alsó vasútállomás                  | 3.6 km  | 4, 46, 47, 74 1369, 1384, 1410, 1411 3770, 3773, 4104, 4140 személyvonat – Ózd alsó [92.] |
| 3                                           | Ózd, Center vasútállomás bejárati út   | 6.5 km  | 1369, 1384, 1410, 1411 3770, 3773, 4104, 4140 |
| 4                                           | Ózd, faiskola                          | 7.1 km  | 1369, 1384, 1410, 1411 3770, 3773, 4104, 4140 |
| 5                                           | Ózd, centeri elágazás                  | 7.9 km  | 1369, 1384, 1410, 1411 3770, 3773, 4104, 4140 |
| 6                                           | Sajónémeti elágazás                    | 9.0 km  | 1369, 1384, 1410, 1411 3770, 3773, 4104, 4140 |
| Tanítási napokon 1 alkalommal nem érintett. |                                        |         | |
| 7                                           | Sajónémeti vasúti megállóhely          | 9.7 km  | 3773, 4104, 4140 |
| 8                                           | Sajónémeti, vegyesbolt                 | 10.6 km | 3773, 4104, 4140 |
| 9                                           | Sajónémeti, posta vonalközi végállomás | 11.2 km | 3773, 4104, 4140 |
| 10                                          | Sajónémeti, vegyesbolt                 | 11.8 km | 3773, 4104, 4140 |
| 11                                          | Sajónémeti vasúti megállóhely          | 12.7 km | 3773, 4104, 4140 |
| 12                                          | Sajónémeti elágazás                    | 13.4 km | 1369, 1384, 1410, 1411 3770, 3773, 4104, 4140 |
| 13                                          | Sajópüspöki, újtelep                   | 14.4 km | 3773, 4104, 4140 |
| 14                                          | Sajópüspöki, élelmiszerbolt            | 14.8 km | 1034, 1369, 1384, 1410, 1411 3770, 3773, 4104, 4140 |
| 15                                          | Bánréve, autóbusz-váróterem            | 17.0 km | 1034, 1369, 1384, 1410, 1411 3770, 3773, 4104, 4140 |
| 16                                          | Bánréve, vasúti átjáró                 | 17.6 km | 1369, 1384, 1410, 1411 3770, 3773, 4104, 4140 személyvonat – Bánréve [92.] |
| 17                                          | Bánréve, újtelep                       | 18.5 km | 1369, 1384, 1410, 1411 3770, 3773, 4104, 4140 |
| 18                                          | Héti elágazás                          | 19.7 km | 1034, 1369, 1384, 1410, 1411 3770, 3773, 4063, 4104, 4140, 4188 |
| Munkanapokon 1 alkalommal érintett.         |                                        |         | |
| ∫                                           | Pogonyipuszta vasúti megállóhely       | ∫       | 3773, 4063, 4104, 4140 személyvonat – Pogonyipuszta [92.] |
| ∫                                           | Hét, temető                            | ∫       | 3773, 4063, 4104, 4140 |
| ∫                                           | Hét, szikvízüzem                       | ∫       | 3773, 4063, 4104, 4140 |
| ∫                                           | Hét, temető                            | ∫       | 3773, 4063, 4104, 4140 |
| ∫                                           | Pogonyipuszta vasúti megállóhely       | ∫       | 3773, 4063, 4104, 4140 személyvonat – Pogonyipuszta [92.] |
| 18                                          | Héti elágazás                          | 19.7 km | 1034, 1369, 1384, 1410, 1411 3770, 3773, 4063, 4104, 4140, 4188 |
| 19                                          | Héti csárda                            | 21.2 km | 3773, 4063, 4104, 4140, 4188 |
| 20                                          | Putnok, Egyetértés Tsz                 | 22.3 km | 1369, 1384, 1410, 1411 3770, 3773, 4063, 4104, 4140, 4188 |
| 21                                          | Putnok, szociális otthon               | 22.9 km | 1369, 1384, 1410, 1411 3770, 3773, 4063, 4104, 4140, 4188 |
| 22                                          | Putnok, Fő tér végállomás              | 23.7 km | 1369, 1384, 1410, 1411 3770, 3773, 4063, 4065, 4104, 4140, 4147, 4148, 4151, 4188, 4194, 4195 |